# Abraham de Broen
Abraham de Broen, född 1759, döpt 6 mars i Holländsk-reformerta församlingen i Stockholm, död 4 april 1804 i Linköpings domkyrkoförsamling, Östergötlands län, var en svensk skådespelare. Han var bland annat verksam vid Dramatiska teatern och Djurgårdsteatern, som han grundade. Han var far till Johan Isaac de Broen.

## Biografi och karriär
Abraham Isaksson de Broen var son till kattunstryckaren Isak De Broen (1717-1762) och Anna de Broen f. Moldenhauer (1718-1764) och ägnade sig åt handel innan han debuterade som skådespelare i Stenborgs Sällskap. Gjörwell skrev den 6 oktober: "Gubben har skaffat sig ett par nya aktörer; den ene en komplett komikus, dock af det gemene man så behagliga grofsmidet, och den andre en ung och vacker gosse, som ifrån krydboddräng för ett par månader agerar nu en förträfflig markis". Detta anses ha varit de Broen, som mycket riktigt arbetade i kryddbod just då.     
År 1781 anställdes han vid teatern i Stora Bollhuset och vid Operan och var sedan en av Dramatens främsta aktörer fram till sin död.
Han hade ingen sångröst men var bra i karaktärsroller, särskilt som gamla gubbar, och mycket populär, och beskrivs som värdig, varm men också temperamentsfull. Hans fack var tragedi och borgerliga pjäser. Han spelade Caesus i Virginia och Axel Oxenstierna i Drottning Kristina 1790, Werner i Minna von Barnhelm 1793, färjkarlen i Gustav Adolf och Ebba Brahe och källarmästaren i De båda kammarpagerna 1794. Andra roller var Coridon i Roland säsongen 1781-1782, Norrby i Gustaf Vasa 1785-1786, Edoin i Azemia 1792-1793, Don Carlos i Den stormiga aftonen 1793-1794 och Florestan i Karavanen 1796-1797. Privat var han en passionerad rojalist. 
De Broen och Samuel Ahlgren omtalas som de mest självständiga skådespelarna på Dramaten; mellan 1788 och 1803 styrdes teatern av aktörerna själva under överinseende av akademin. Detta styre var kaotiskt på grund av aktörernas svårighet att komma överens men också på grund av akademins arrogans mot skådespelarna och hårda disciplinära metoder mot dem, som till stor del berodde på förakt för skådespelaryrket. Detta är särskilt märkbart under den tid då Gustaf Mauritz Armfelt var akademins representant. Armfelt skrev: "Det är endast med den yttersta stränghet man kan styra detta pack, och så snart de försökte morska upp sig, lät jag mitt på scenen de Broen få smaka käppen och örfilade upp Ahlgren, och jag var så fast besluten att fortfara med detta styrelsesätt, att jag skulle ha skurit av öronen av dem, ifall någon av dessa herrar understått sig att tala om några rättigheter".   
År 1795 fick de Broen tillåtelse att grunda Djurgårdsteatern, vilket han gjorde 1801 och styrde som dess direktör. Han själv fick inte spela på sin teater i början eftersom han var anställd på den kungliga scenen. Den 10 juni 1802 beslutades det genom en kunglig resolution att han skulle få spela på sin egen teater, och hans premiär var 9 juli med pjäsen Naturens seger. Han gifte sig omkring 1780 med översättaren Maria Elisabet Grundt, (1756-1809), som bland annat är känd som översättare av den engelska pjäsen Tadelskolan av Sheridan till svenska. 1782 bodde paret i hus nr. 31 i S:t Clara Bergsgränd i Stockholm där hustrun förestod ett pensionat för bättre mäns barn med allehanda undervisning. (1785 hade hans hustru ett kaffehus vid Munkbron. Paret flyttade sedan 1787 till Stora Kyrkobringen i Fru Algrens kaffehus, 2 tr.). 1794 bodde paret i hus nr. 94 vid Riddaregatan där även kaffehus med biljard fanns.

## Teater i landsorten
Abraham De Broens teatertrupp uppförde en del pjäser på sin teaterscen på Kongliga Djurgården som mer räknades som en sommarteater. Till truppen hade även knutits översättaren, författaren och skådespelaren Johan Wilhelm Spetz som var en av de mer framstående talangerna. Spetz hade annars en tjänst som mönsterskrivare  vid Kungliga Svea Livgarde. Den första översatta pjäs av Spetz som truppen framförde många gånger var "De bägge Crispinerne eller Twillings-Bröderne" efter den franska pjäsen "Les deux Crispins af Le Miere", en Opera Buffa i 1 akt. Även en del översättningar av Martin (Mårten) Altén framfördes. I truppen medverkade även Abraham de Broens barn. Abraham de Broens teaterprivilegium, utfärdat den 29 november 1795, gällde främst för hans familj, fru och barn, för att det skulle vara giltigt. Han behövde inte i heller betala någon avgift per föreställning till staten som annars var allmänt, utan en resolution i samband med tillståndet lät gälla att endast en benficeföreställning per år för Stora Barnhus-Inrättningen i Stockholm skulle uppföras.
Vid teaterns själva start under juni 1801, så omtalas en Lovisa de Broen som ny aktör på scenen i en av pjäserna. (det har omtalats att Abraham de Broen sagt sig vara far till 10 barn som en av anledningarna för att få sitt teaterprivilegium). I september 1801 begav  sig Abraham De Broen ut i landsorten med sin "Swenska Comiska Truppen". Första uppehållet blev i Göteborg där Abraham de Broen spelade rollen som Baron von Wildenheim i 5-aktsdramat pjäsen "Den okände sonen". Andra uppehållet blev i Norrköping med speltiden 4 november-27 december. Truppen återvände till Norrköping från 3 januari 1802 där i februari bland annat premiären för 1 akts-komedin "Fostersystrarna" gavs där endast Spetz och de Broens barn medverkade i. Den 14 februari medverkade också Abraham de Broen som General Eldhjelm i pjäsen "Den försonade Fadren", drama i 3 akter och som Hovrättsrådet Lejonqvist i komedin "Den ena för den andra". Sejouren där avslutades den 4 mars med även en recett för Spetz. Sedan besöktes Örebro i april i 8 dagar. Från 1 maj-24 september 1802 spelade truppen återigen på Djurgårdsteatern. Här omtalas en yngsta herr de Broen, 7 år gammal, som går på Woltiger-lina efter 3 veckors övning i en enskild uppvisning med variationer där han bland annat går på linan med fyrverkeri vid fötterna. Han uppträder flera gånger under den säsongen. Den 13 augusti och några föreställningar framåt, uppträder Abraham de Broen med 7 av sina barn i pjäsen "Slädfarten" i 2 akter. Abbonemang för perioden 1 maj till 1 september kunde köpas med 12% rabatt för de som antecknade sina namn hos de Broen som då bodde på Kongliga Djurgården mittemot Alkärret. I oktober var truppen eventuellt i Norrköping då de Broen ville hyra stallplats för två vagnar och en kalech där.
I april-maj månad 1803 besökte truppen Gävle. Abraham de Broen spelade Hovrättsrådet Päronglas i "Michel Michelsson Wingler eller Bättre wara Brödlös än Rådlös". Sedan spelade truppen på Djurgården juni-september Där pjäsen "Släden" åter uppfördes med de Broens 7 barn. Abraham de Broen ses i gubben Zeps roll i operakomedin "Tunnbindaren" och Gullströms roll i komedin "Älskaren, Författare och Dräng". I november 1803 besöker truppen Falun där Abraham de Broen spelar Amiral Swerdskölds roll i 5-aktsdramat "De Okände eller Wärldsförakt och Ånger". I januari 1804 besöktes Gävle igen med även en recett för Spetz. En brevskrivare till tidningen "Weckoblad för Gefleborgs län" uppger Abraham de Broens äldste son och Spetz som de mer framträdande skådespelarna. I juni 1804, då makan Maria Elisabeth de Broen övertagit ledarskapet efter sin mans död, besöks Norrköping. I slutet av december 23-28 1804-6 januari 1805 besöker truppen Falun där en yngre Carl de Broen, 8 år gammal, skall sjunga en duett mellan pjäserna. Efter Marias död 1809, så övertog sonen Johan Isaac ledarskapet över truppen, något som han mer påbörjat 1808.